# لنز ماکرو سیگما ۷۰–۳۰۰میلی‌متر اف/۴–۵٫۶ای‌پی‌اودی‌جی
لنز ماکرو سیگما ۷۰–۳۰۰میلی‌متر اف/۴–۵٫۶ای‌پی‌اودی‌جی (به انگلیسی: Sigma 70–300mm f/4–5.6 APO DG Macro lens) نام لنز دوربین عکاسی از نوع زوم است که توسط شرکت سیگما تولید می‌شود. فاصلهٔ کانونی این لنز ۷۰ تا ۳۰۰ میلی‌متر، دیافراگم آن دارای ۹ تیغه و ضریب اف آن اف ۴ تا اف ۵٫۶ است. این لنز در مه ۲۰۰۸ میلادی تولید و عرضه شده است.